# سیارک ۲۰۸۲۱
سیارک ۲۰۸۲۱ (به انگلیسی: 20821 Balasridhar، نامگذاری:2000UT5) بیست هزار و هشتصد و بیست و یکمین سیارک کشف شده‌است که در ۲۴ اکتبر ۲۰۰۰ کشف شد.
قدر مطلق سیارک برابر ۱۴.۸ است.